# Grabowo (gromada w powiecie kolneńskim)
Grabowo – dawna gromada, czyli najmniejsza jednostka podziału terytorialnego Polskiej Rzeczypospolitej Ludowej w latach 1954–1972.
Gromady, z gromadzkimi radami narodowymi (GRN) jako organami władzy najniższego stopnia na wsi, funkcjonowały od reformy reorganizującej administrację wiejską przeprowadzonej jesienią 1954 do momentu ich zniesienia z dniem 1 stycznia 1973, tym samym wypierając organizację gminną w latach 1954–1972.
Gromadę Grabowo z siedzibą GRN w Grabowie utworzono – jako jedną z 8759 gromad – w powiecie kolneńskim w woj. białostockim, na mocy uchwały nr 17/V WRN w Białymstoku z dnia 4 października 1954. W skład jednostki weszły obszary dotychczasowych gromad Grabowo, Guty Stare, Guty Podleśne, Golanki, Świdry Podleśne, Świdry Dobrzyce i Grabowskie ze zniesionej gminy Grabowo w tymże powiecie. Dla gromady ustalono 12 członków gromadzkiej rady narodowej.
31 grudnia 1959 do gromady Grabowo przyłączono obszary zniesionych gromad Skroda Wielka i Przyborowo.
1 stycznia 1969 do gromady Grabowo przyłączono obszar zniesionej gromady Surały.
1 stycznia 1972 do gromady Grabowo przyłączono wsie Gnatowo, Kurkowo, Rosochate i Siwki ze zniesionej gromady Romany w powiecie łomżyńskim.
Gromada przetrwała do końca 1972 roku, czyli do kolejnej reformy gminnej. Z dniem 1 stycznia 1973 roku reaktywowano gminę Grabowo.